# 嘉義雙忠廟

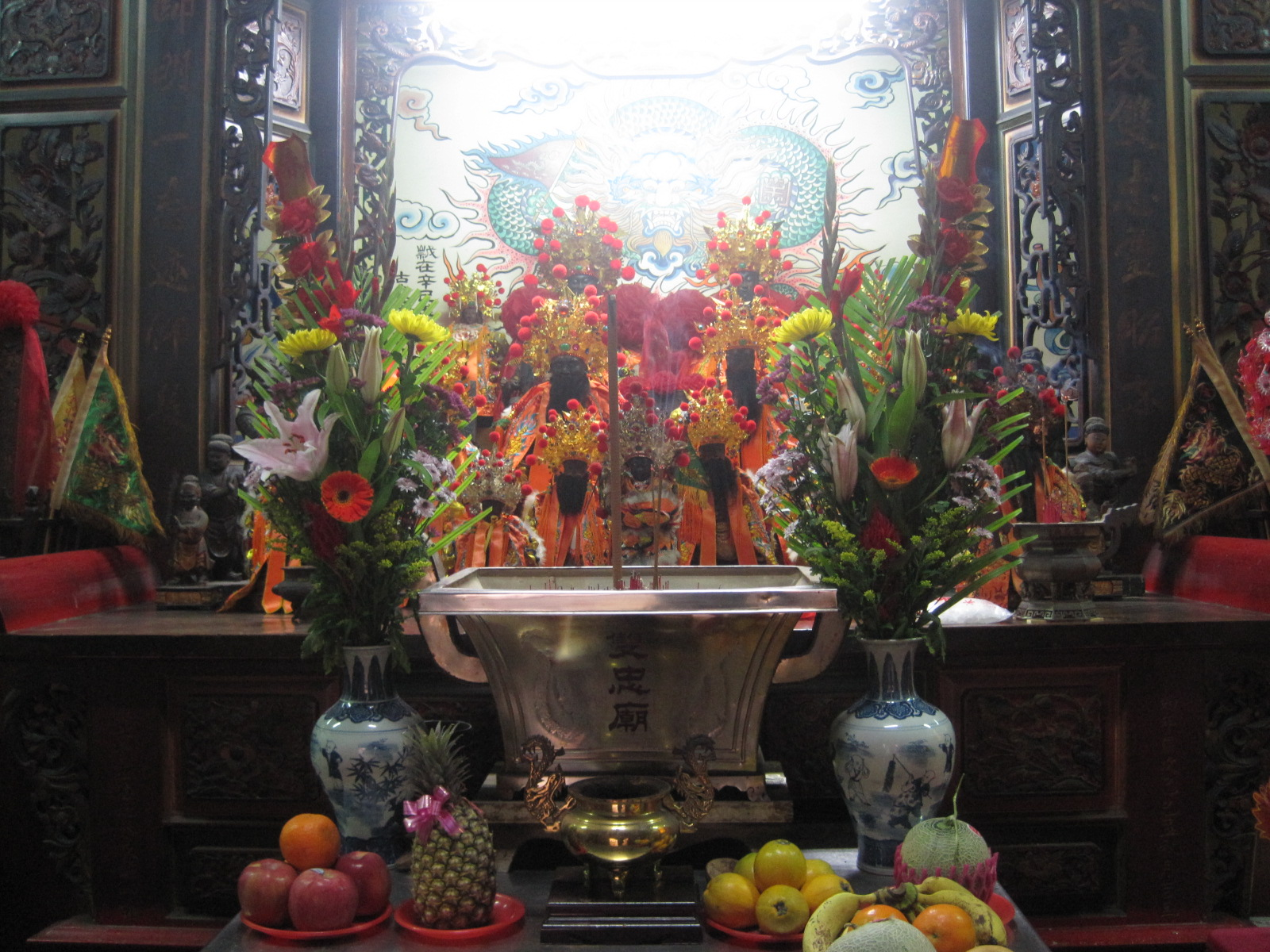
嘉義雙忠廟神像

嘉義雙忠廟，簡稱雙忠廟、又稱元帥廟、睢陽廟。該廟主祀雙忠元帥（即尪公，保儀尊王與保儀大夫），位在臺灣嘉義市東區，相傳是嘉義市（諸羅山）第一間漢人創建的廟宇，故有「嘉義（諸羅山）第一古廟」之稱。此外根據臺灣省文獻委員會在1984年所做的統計，臺灣有16座雙忠廟，其中以嘉義雙忠廟年代最久。該廟在2001年被選為嘉義市歷史建築十景之一。

## 沿革
根據《諸羅縣志》的記載，該廟創建於康熙廿八年（1689年）。《諸羅縣志》一書對於雙忠神信仰如何流傳到嘉義的原由只寫「未知所由來」，不過有傳說是明鄭時期鄭軍在諸羅山紮營，但因水土不服等因素，不少人生病甚至病逝，為了安定軍心才在營中供奉雙忠神。後來當地居民才建廟宇，以彰神威。
雙忠廟創建時稱「睢陽廟」，規模較簡陋，且坐北朝南。康熙四十八年（1709年）重建，擴建廟殿，又據說此時廟名改為「雙忠廟」，並有「元帥廟」的俗稱。道光廿六年（1846年）有重修過，今廟仍有當時重修所留之石柱。而在日治時期初期的明治廿八年（1895年）8月21日，日軍佔用雙忠廟，據說當時住在他處的日軍大多生病，只有住在雙忠廟裡的日軍都安然無恙，使得雙忠廟信徒大增。明治卅九年（1906年），雙忠廟附近的諸羅天妃宮（光彩街與忠孝路口一帶）毀於地震，之後並未重建。後來天妃宮神像大多移往嘉義城隍廟，但有一尊開基媽祖與石香爐被安置在雙忠廟內。到了明治四十二年（1909年），雙忠廟被日本曹洞宗佔用作為嘉義佈道所長達15年，後來由信徒提起訴訟討回。之後雙忠廟在皇民化時期的昭和十三年（1939年）遭到被拆毀，並被沒收廟產，神像等物被移往嘉義城隍廟倉庫。
二次大戰後，雙忠廟於民國36年（1947年）由仕紳黃文陶等人重建，並將廟宇改為坐東朝西。工程於民國38年（1949年）完工，並在民國47年（1958年）9月再加以增飾彩繪。民國56年（1967年）修建拜亭，民國67年（1978年）再次重修。
2017年，嘉義城隍廟的媽祖（諸羅天妃媽祖）舉行「天妃巡境」的遶境活動，雙忠廟內的開基媽祖則在嘉義市南門圓環的臨時行宮內與諸羅天妃媽祖會香。

## 建築特色
嘉義雙忠廟二次大戰後的重建，有不少知名匠師參與。例如有大木匠師陳專琳、彩繪師傅潘麗水、交趾陶師傅林添木和陳專友等等。而該廟著名的磨石子羅金（鏤金、擂金）龍柱，出自匠師羅雹之手，為臺灣寺廟中少見之物（大多是石雕龍柱）。另外雙忠廟右廂房現為倉庫，左廂房改建為樓高三層的鋼筋水泥建築。
此外廟中保有元帥印、香座（1689年）、香爐、石柱（1846年）等舊廟所遺留下來的古物。

## 傳說

### 神馬

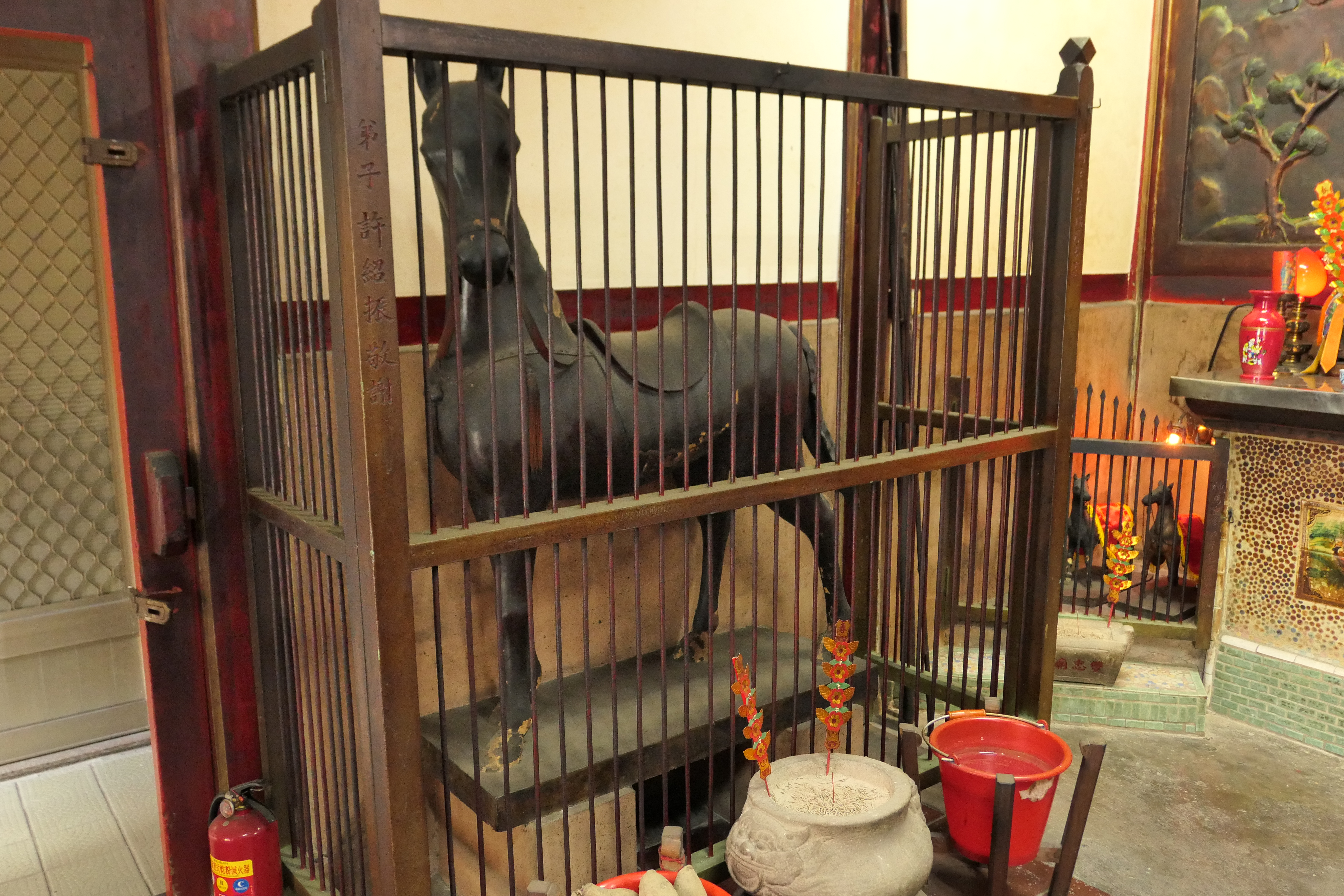
神馬像

雙忠廟正殿虎邊供有一匹「神馬」，當地傳說神馬會出廟巡街，跑到田地吃農作物，所以後來用圍籬將神馬給圍起來。而這尊大型泥塑「神馬」的來歷，據說是過去熱心於雙忠廟廟務的盧禎祥，發願若能讓其妻子身體好轉，便新塑兩尊神馬來還願。後來盧禎祥之妻日漸康復，盧禎祥便動員全家來製作泥塑神馬。但因為盧禎祥的製作進度較慢，結果有生之年只完成一匹。
又有傳說過去大家樂盛行時，有一乩童到雙忠廟求明牌，但兩位主神不給明牌，乩童便向一旁的神馬求明牌。結果據說神馬用馬蹄聲，給了3支明牌。之後晚上雙忠廟廟祝林錦峰之妻夢見兩位主神教訓這匹神馬，要將之趕出雙忠廟。神馬苦苦哀求表示反省，兩神才同意將神馬留下查看。之後若有人想再跟神馬求明牌，神馬並不會有所回應。

### 元帥印
雙忠廟的文物「張許元帥印」，據廟祝林錦峰的說法，是他父親去世後向他妻子託夢，結果在張元帥聖誕前夕，於辦公桌底抽屜後方找到。而發現當下林錦峰的兒子從戲臺上摔落地面，頭部流血。有老一輩人士說，「古物」出土時要有「童子血」，才能發揮法力。

## 外部連結
- 瘋嘉義 嘉義雙忠廟